# Rita Montaner
Rita Montaner, ursprungligen Rita Aurelia Fulcida Montaner y Facenda, född 21 oktober 1900 i Guanabacoa i Kuba, död 17 april 1958 i Havanna, var en kubansk sångare. pianist och skådespelare.
Rita Montaner var dotter till farmaceuten Domingo Montaner Pulgarón och Mercedes Facenda. Hon utbildade sig musikaliskt från tio års ålder i Conservatorio Peyrellade i Havanna. Hon var gift med advokaten Alberto Fernández Díaz från 1918, hade två söner med honom och var senare gift ytterligare två gånger.
Under perioden 1948-57 var hennes ackompanjatör på Tropicana i Havanna den kubansk-svenske pianisten Bebo Valdés.

## Fotnoter
1. ↑  Internet Movie Database, läst: 25 juni 2019.[källa från Wikidata]
2. ↑  Internet Movie Database, IMDb-ID: nm0598981co0047972, läst: 13 augusti 2015.[källa från Wikidata]
3. 1 2  läst: 8 januari 2020.[källa från Wikidata]